# Luis López (teologo)

Tractatus de contractibus et negotiationibus, 1596
(Fondazione Mansutti, Milano).

Luis López (Madrid, 1520 – 1596) è stato un teologo spagnolo.

## Biografia
Studiò teologia presso i gesuiti per poi spostarsi da missionario in Guatemala. Una volta fatto ritorno in Spagna, insegnò all'Università di Salamanca e fu nominato padre provinciale dei domenicani. López appartiene alla corrente del probabilismo spagnolo, per il quale propone una teoria personale del giusto prezzo. Le sue opere principali sono Instructorii conscientiae, pubblicata a Salamanca (1585, 1592, 1594), a Lione (1588) e a Brescia (1594), e il Tractatus de contractibus et negotiationibus, edito a Salamanca (1589), Lione (1594), Brescia (1596) e Venezia (1590) in traduzione italiana. La prima opera esamina i casi di coscienza secondo il Decalogo, in modo abbastanza tipico per i probabilisti.